# 劉知遠
劉 知遠（りゅう ちえん）は、五代後漢の初代皇帝。廟号は高祖。太原の人。後唐・後晋で実力者として頭角を現し、後晋崩壊後に皇帝に即位して「後漢」を建国するも、在位1年で崩御した。

## 生涯
テュルク系突厥沙陀部出身。父の劉琠は、晋（後の後唐）の李克用の列校をつとめた。
劉知遠は、はじめ後唐の明宗に仕え、その後は後晋の高祖石敬瑭に仕えた。
後晋の建国では、劉知遠は大功を挙げたため、天福9年（944年）に「幽州道行営招討使」に任じられるなど軍の要職を歴任した。
石敬瑭が契丹に燕雲十六州を割譲しようとしたときは、劉知遠は強く反対したが、容れられなかった。
出帝のとき、後晋は契丹（遼）による侵攻を受けたが、劉知遠は軍を出さなかった。
そして出帝が契丹に捕らえられて後晋が滅亡すると、劉知遠は「河東行軍司馬」の張彦威に無主となった中原で皇帝の即位を薦められたが、この時は拒絶していた。
しかし天福12年（947年）2月、劉知遠は自ら皇帝に即位して国号を「漢」とする。（後漢の成立）
その後、天福12年（947年）6月、劉知遠は開封に入城する。
翌乾祐元年（948年）正月に乾祐と改元し、劉知遠は名を暠と改めたが、同月に崩御した。享年54。

## 宗室

### 后妃
- 李皇后

### 弟
- 劉崇（河東節度使、北漢の世祖）
- 劉信（忠武軍節度使）

### 子女
- 劉承訓（開封尹）
- 劉承祐（隠帝）
- 劉承勲（開封尹）
- 劉贇（湘陰公、養子、弟の劉崇の実子）
- 永寧公主（孝章皇后の母）